# Марко, Йозеф
Йозеф Марко (словац. Jozef Marko, 25 мая 1923, Топольчани — 26 сентября 1996) — словацкий и чехословацкий футболист, игравший на позиции полузащитника. По завершении игровой карьеры — тренер. Возглавлял сборную Чехословакии на чемпионате мира 1970 года.

## Клубная карьера
Начинал играть в футбол в команде «Топольчани», а в 1943 году в возрасте 20 лет перешёл в армейский клуб ОАП (Братислава), с которым стал чемпионом Словакии в сезоне 1943/1944.
После Второй мировой войны была восстановлена Чехословацкая республика и Марко стал выступать в чемпионате страны за клуб из Трнавы, ныне известный как «Спартак», где провёл 10 лет. В 1951 году в составе команды стал обладателем Кубка Чехословакии, а последние 2 года был играющим тренером команды.
В 1954 году Марко вернулся в свою родную команду «Топольчани», в составе которой провел следующие два с половиной года своей карьеры игрока, а завершил карьеру футболиста выступлениями за другую любительскую команду «Спартак» из города Поважска-Бистрица. В обеих из них Марко также был играющим тренером.

## Карьера в сборной
18 апреля 1948 года дебютировал в официальных играх в составе национальной сборной Чехословакии в матче кубка Балкан против Польши (1:3). В общей сложности до конца 1949 года провёл в её форме 9 матчей, забив 1 гол — 4 сентября 1949 года в Праге в товарищеском матче с Болгарией (1:3) с пенальти.

## Тренерская карьера
Завершив карьеру играющего тренера в 1959 году, Марко остался в команде «Спартак» (Поважска-Бистрица) и продолжил быть её главным тренером.
В 1965 году стал главным тренером сборной Чехословакии, которую тренировал пять лет. Ему удалось вывести команду на чемпионат мира 1970 года в Мексике, где команда не заработала ни одного очка в группе, после чего Марко покинул пост. Под его руководством сборная провела 33 игры, одержав 18 побед, 5 ничьих и потерпев 10 поражений, разница мячей 58:34.
Затем в течение 1970—1972 годов возглавлял тренерский штаб клуба «Интер» (Братислава), после чего вернулся в «Спартак» (Поважска-Бистрица), где проработал ещё два года.
В 1975 году принял предложение поработать в клубе «Жилина». Покинул команду из Жилины в 1977 году. После этого Марко в течение трех лет являлся членом тренерского комитета Чехословацкой футбольной ассоциации.
Последним местом тренерской работы был клуб «Баник» (Прьевидза), главным тренером которого Йозеф Марко был с 1980 по 1982 год.
Скончался 26 сентября 1996 года на 74-м году жизни.

## Достижения
ОАП Братислава
- Чемпион Словакии: 1943/1944

«Спартак» Трнава
- Обладатель Кубка Чехословакии: 1951